# 帕达加
帕达加（Padagha），是印度马哈拉施特拉邦Thane县的一个城镇。总人口5056（2001年）。

## 人口
该地2001年总人口5056人，其中男性2633人，女性2423人；0—6岁人口593人，其中男326人，女267人；识字率79.09%，其中男性为82.45%，女性为75.44%。